# Chrotomys gonzalesi
Il ratto toporagno striato degli Isarog(Chrotomys gonzalesi, Rickart & Heaney, 1991) è un roditore della famiglia dei Muridi endemico dell'isola di Luzon, nelle Filippine.

## Descrizione

### Dimensioni
Roditore di piccole dimensioni, con la lunghezza della testa e del corpo tra 145 e 189 mm, la lunghezza della coda tra 87 e 105 mm, la lunghezza del piede tra 35 e 39 mm, la lunghezza delle orecchie tra 20 e 23 mm e un peso fino a 190 g.

### Aspetto
La pelliccia è lunga, soffice e densa. Il colore delle parti superiori è nero brillante con riflessi brunastri, le spalle e i fianchi sono gradualmente giallo-brunastri, mentre le parti ventrali sono grigie scure. Una striscia longitudinale giallo-brunastra opaca si estende longitudinalmente dalla fronte alla base della coda. Alcuni individui hanno una macchia allungata biancastra sul petto. Le labbra sono grigio-argentate, le guance e i lati del muso sono giallo-brunastri. Le vibrisse sono grigio-nerastre. Le orecchie sono grandi, arrotondate e grigio chiare. Il dorso delle zampe è grigio scuro, ricoperto di piccoli peli scuri. Le dita sono più chiare. La coda è molto più corta della testa e del corpo, grigio chiara sopra, biancastra sotto, cosparsa di pochi peli scuri e con 16-18 anelli di scaglie per centimetro. Il cariotipo è 2n=44 FN=52.

## Biologia

### Comportamento
È una specie terricola e attiva sia di giorno che di notte.

### Alimentazione
Si nutre di vermi, insetti e altri invertebrati.

### Riproduzione
Sono state osservate femmine con 2 embrioni.

## Distribuzione e habitat
Questa specie è ristretta al Monte Isarog, nella parte meridionale dell'isola di Luzon, nelle Filippine.
Vive nelle foreste montane e nelle foreste muschiose tra i 1.350 e 1.800 metri di altitudine. Sembra sia tollerante alla presenza umana.

## Conservazione
La IUCN Red List, considerato che l'habitat non è al momento soggetto a suffrattamento ma alquanto ridotto, classifica C.gonzalesi come specie prossima alla minaccia (NT).